# Inaxio Kortabarria
Inaxio Kortabarria Abarrategi (født 31. juli 1950 i Mondragón, Spanien) er en spansk tidligere fodboldspiller (midterforsvarer).
På klubplan spillede Kortabarria hele sin karriere, fra 1968 til 1985, hos Real Sociedad i San Sebastián. Han spillede over 350 ligakampe for klubben, og var med til at vinde to spanske mesterskaber i træk for holdet, i henholdsvis 1981 og 1982.
Kortabarria spillede desuden fire kampe for Spaniens landshold. Han debuterede for holdet 22. maj 1976 i en EM-kvalifikationskamp på udebane mod Vesttyskland. Hans sidste landskamp var en venskabskamp året efter mod Ungarn.

## Titler
La Liga
- 1981 og 1982 med Real Sociedad

Supercopa de España
- 1982 med Real Sociedad